# Szenyér
Szenyér là một thị trấn thuộc hạt Somogy, Hungary. Thị trấn này có diện tích 20,19 km², dân số năm 2010 là 311 người, mật độ 15 người/km².